# Oberonia evrardii
Oberonia evrardii är en orkidéart som beskrevs av François Gagnepain. Oberonia evrardii ingår i släktet Oberonia och familjen orkidéer. Inga underarter finns listade i Catalogue of Life.